# Nižný Slavkov
Nižný Slavkov je obec na Slovensku v okrese Sabinov. První zmínka o obci pochází z roku 1289.

## Vodní toky
Slavkovianka do které se vlévá několik menších přítoků.

## Školství
V obci se nachází základní a mateřská škola.

## Média (foto, audio, dokumenty)

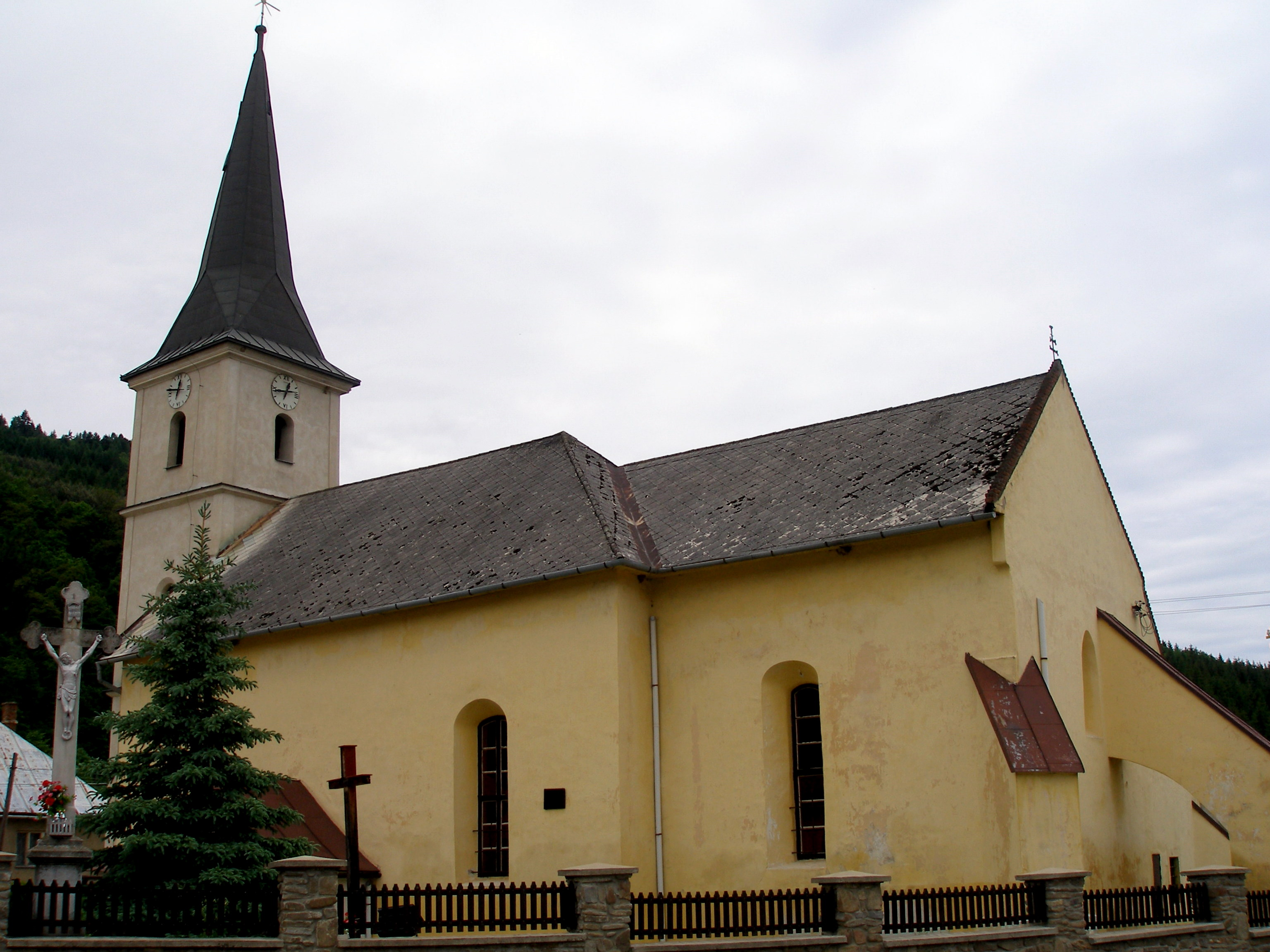
kostel v Nižnom Slavkově
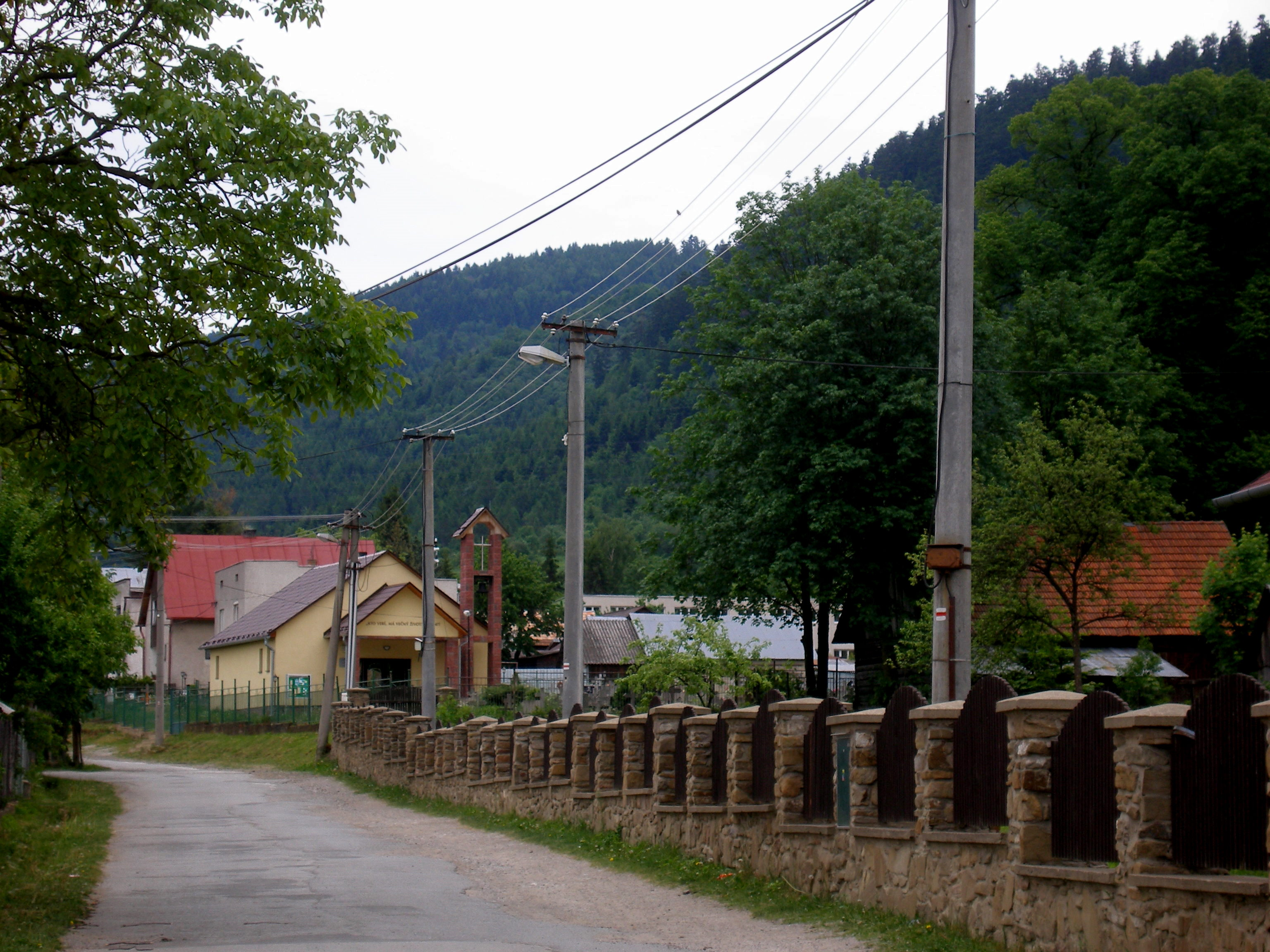
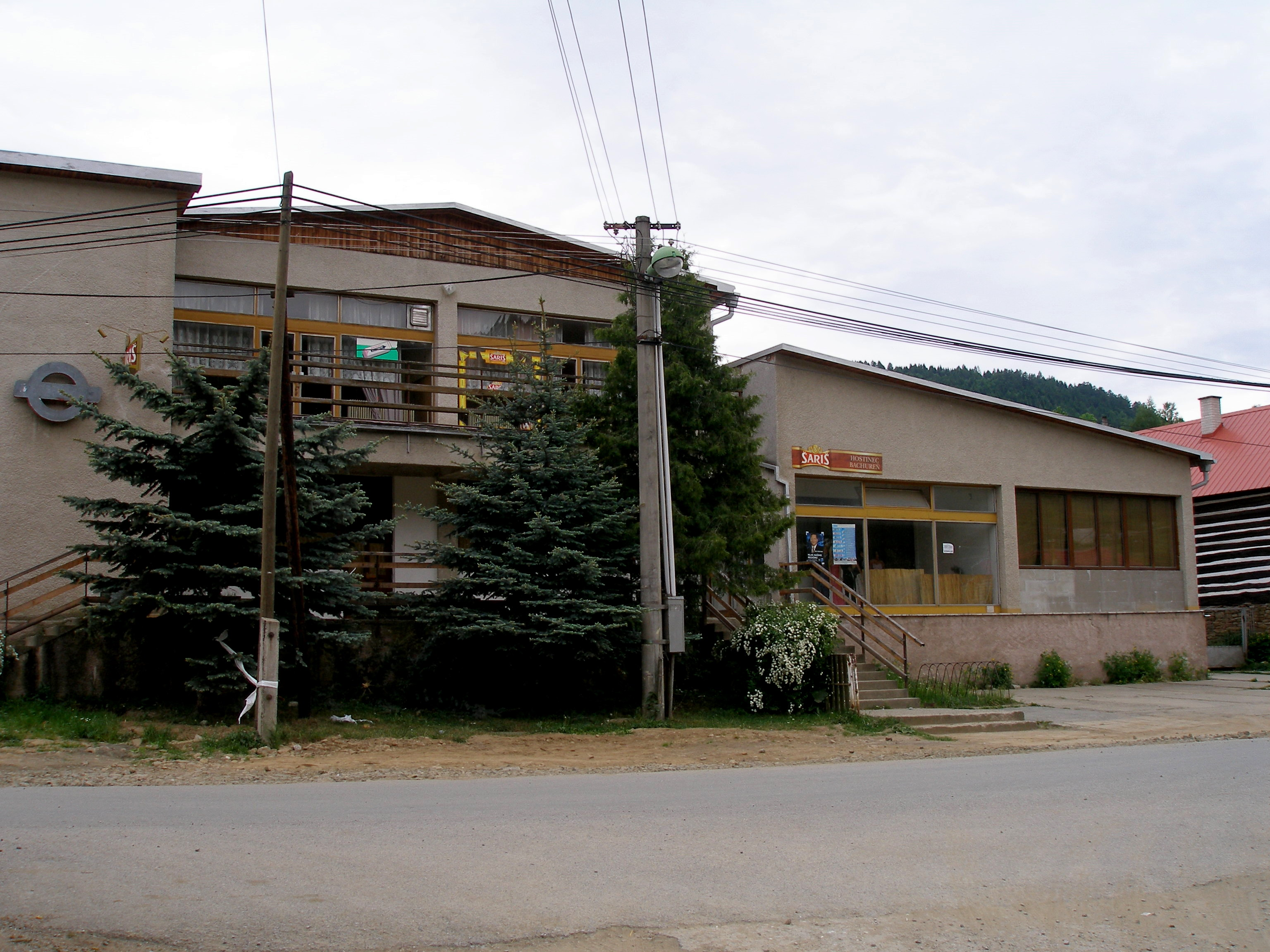
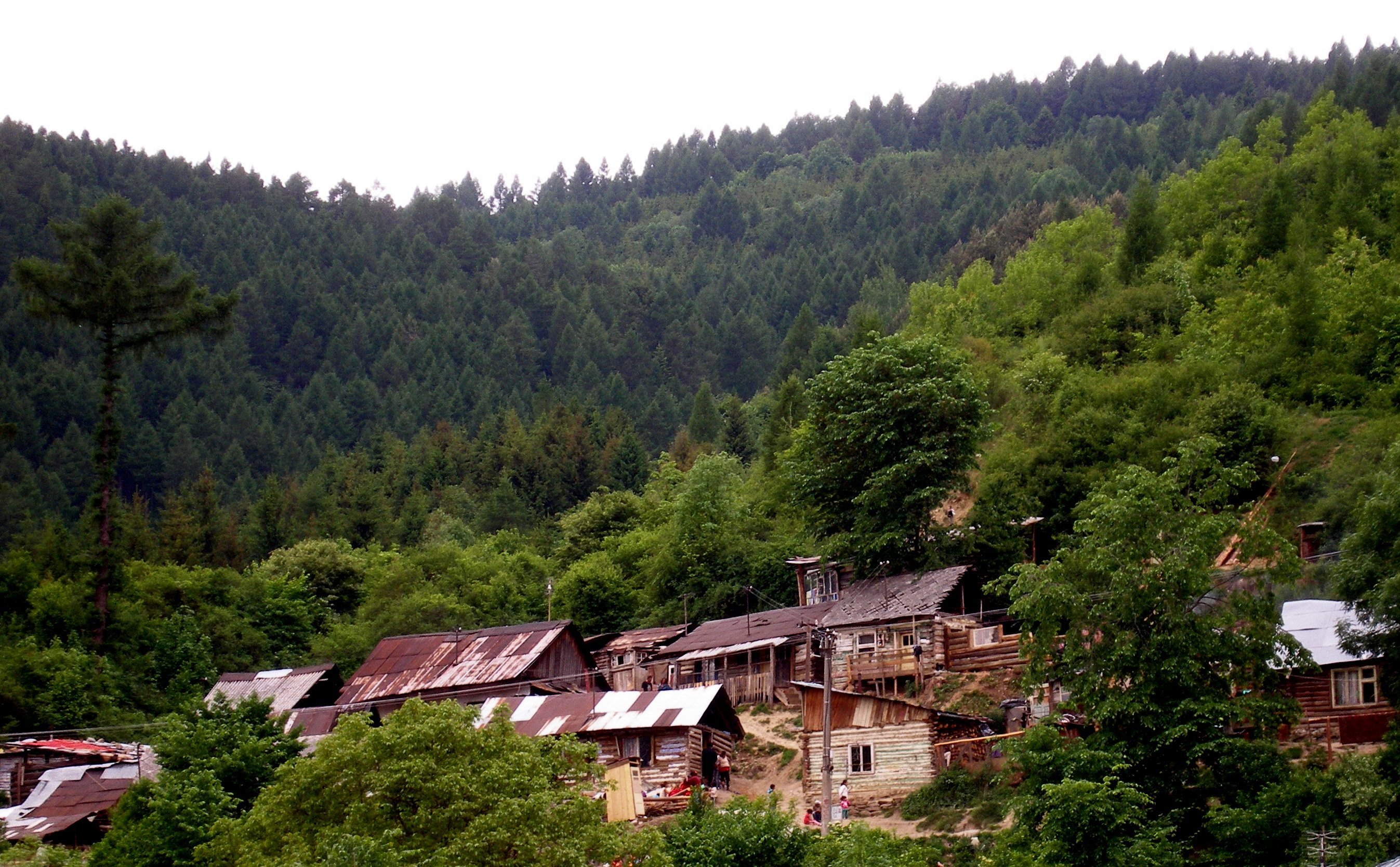
Romská osada

## Partnerské obce
| - Horní Slavkov, Česko - Malý Slavkov, Česko - Slavkov pod Hostýnem, Česko - Slavkov u Brna, Česko | - Slavkov u Opavy, Česko - Slavkovce, Slovensko - Slawkow, Polsko - Vyšný Slavkov, Slovensko - Veľký Slavkov, Slovensko |